# سحلية الخشب بن زايد
سحلية الخشب بن زايد (بالإنجليزية: Enyalioides binzayedi) هو نوع من السحالي في جنس سحلية الخشب معروف من مكان واحد فقط في منتزه كورديليرا أزول الوطني في بيرو. سميت السحلية باسم محمد بن زايد آل نهيان، الذي رعى المسح الميداني الذي أدى إلى اكتشاف النوع.